# Crypsithyris auriala
Crypsithyris auriala är en fjärilsart som beskrevs av László Anthony Gozmány. Crypsithyris auriala ingår i släktet Crypsithyris och familjen äkta malar. Inga underarter finns listade i Catalogue of Life.